# Ewald Christian von Kleist
Ewald Christian von Kleist (7 de març de 1715, Zeblin, Koszalin, Pomerània -24 d'agost de 1759, Frankfurt de l'Òder) va ser un poeta i oficial prussià. Kleist va néixer a Zeblin, a prop de Koszalin (aleshores Köslin), Pomerània, en el si de la família von Kleist, de gran tradició en la cavalleria. Després d'assistir al Gymnasium de Danzig, va entrar el 1731 a la Universitat de Königsberg, on va estudiar dret i matemàtiques. En completar els seus estudis va entrar en l'exèrcit danès, on va ser nomenat oficial el 1736. El rei de Prússia Frederic el Gran va reclamar els seus serveis el 1740, i va ser nomenat lloctinent d'un regiment establert a Potsdam, on va conèixer a J. W. L. Gleim, que el va fer interessar per la poesia. Després va participar en la Batalla de Mollwitz (10 d'abril de 1741) i el lloc de Nysa (1741), va ser nomenat capità el 1749 i maor el 1756. Aquarterat a Leipzig durant la Guerra dels Set Anys, va trobar alleujament al tedi de les seves ocupacions militars a la societat de Gotthold Ephraim Lessing. Poc després, a la batalla de Kunersdorf, el 12 d'agost de 1759, va ser mortalment ferit en l'avantguarda i va morir a Frankfurt de l'Òder el 24 d'agost de 1759.